# Eifel Literatur Festival
Das Eifel Literatur Festival ist eine ehrenamtlich organisierte Literaturveranstaltung in Rheinland-Pfalz. Es findet alle zwei Jahre im Rahmen des Kultursommers Rheinland-Pfalz statt.
Ziel des Festivals ist es, die Eifel zu einer europäischen Literaturbühne zu erheben.
Das Festival entspringt einer Privatinitiative des Germanisten Josef Zierden. 1994 gründete er das Eifel Literatur Festival in Prüm, im kleinen Schalterraum einer Bank, als Begleitprogramm zur Präsentation seines Buchs „Die Eifel in der Literatur“.

## Geschichte
Bis 2001 bildete die belletristische Literatur der Eifel und über die Eifel den Schwerpunkt. Später wurde das literarische Programm erweitert: die Eifel sollte eine Literaturbühne sein für Autoren auch außerhalb der Eifel, so Martin Walser, Mario Adorf und Siegfried Lenz im Jahr 2001.
Von 1994 bis 1998 auf eine Herbstwoche bemessen, wurde seine Dauer auf Lesungen von Mai bis November erweitert.
2006 überschritt das Eifel-Literatur-Festival mit seiner 7. Auflage die Grenzen des Kreises Bitburg-Prüm und verzeichnete über 10.000 Besucher bei rund 20 Lesungen, die nun auch in den Nachbarkreisen Daun (heute „Vulkaneifel“), Bernkastel-Wittlich, Ahrweiler und Mayen-Koblenz sowie in den nordrhein-westfälischen Landkreisen Euskirchen und Aachen stattfanden.

## Festival 2008
Mit der achten Auflage 2008 umfasste es alle zehn Landkreise der Eifel – bis hin nach Nordrhein-Westfalen. Auch in der Deutschsprachigen Gemeinschaft Belgiens waren Autoren zu Gast. Das Festival 2008 dauerte vom am 25. April bis 14. November. Auf dem Programm standen im Wochentakt 30 Veranstaltungen an 18 Orten mit Autoren und Rezitatoren.

## Festival 2010
Mit rund 15.000 Besuchern bei 28 Veranstaltungen war das 9. Eifel-Literatur-Festival 2010 das erfolgreichste seiner Geschichte. Mit rund 1100 Besuchern in der Klosterkirche der Abtei Himmerod stellte Pater Anselm Grün den Besucherrekord auf. Erstmals erschien im Frühjahr und im Herbst 2010 ein Festivaljournal: mit vielen Interviews, Fotodokumentationen und Hintergrundinformationen zu den zurückliegenden wie den anstehenden Veranstaltungen. Die Zeitschrift „buchjournal“ zählte das Festival im Januar 2010 zu den zwölf wichtigsten Literaturevents des Jahres 2010.

## Internationaler Eifel-Literatur-Preis
Den bis dahin vergebenen Eifel-Literaturpreis ablösend (den u. a. Ursula Krechel und Norbert Scheuer erhielten), wird 2008 der 1. Internationale Eifel-Literatur-Preis ausgelobt, dotiert mit 15.000 Euro (Hauptpreis) bzw. 3000 Euro (Förderpreis). Der internationale Charakter des Literaturpreises soll den grenzüberschreitenden Charakter des Festivals spiegeln. Die Jury (Martin Lüdke, SWR-Literaturchef, „Literatur im Foyer“, Vorsitz; Sigrid Löffler, „Literaturen“; Volker Hage, „Der Spiegel“) entschied sich beim Hauptpreis für die britische Schriftstellerin Alison Louise Kennedy (Glasgow), eine der wichtigsten zeitgenössischen Stimmen Großbritanniens. Den Förderpreis erkannte sie Wolfgang Herrndorf (Berlin) zu.

## Preise
- Eifel-Award 2010 der Zukunftsinitiative Eifel (ZIE), verliehen im März 2011 im Rahmen der ITB Berlin.
- Wolf-von-Reis-Kulturpreis des Eifelvereins 2011, verliehen im Mai 2011 in Hellenthal/Eifel.

## Autoren
Beim Eifel-Literatur-Festival zu Gast waren u. a.: Mario Adorf, Simon Beckett, Klaus Bednarz, Iris Berben, Senta Berger, Jacques Berndorf, Peter Bichsel, Norbert Blüm, Tom Buhrow & Sabine Stamer, Peter O. Chotjewitz, Michael Degen, Friedrich Christian Delius, John von Düffel, Joachim C. Fest, Sebastian Fitzek, Susanne Fröhlich, Arved Fuchs, Sigfrid Gauch, Heiner Geißler, Hans-Dietrich Genscher, Petra Gerster, Ralph Giordano, Dietmar Grieser, Dietrich Grönemeyer, Anselm Grün, Alfred Gulden, Gisbert Haefs, Volker Hage, Ulla Hahn, Peter Hahne, Petra Hammesfahr, Ludwig Harig, Elke Heidenreich, Judith Hermann, Wolfgang Herrndorf, Corinne Hofmann, Tommy Jaud, Inge Jens, Margot Käßmann, Wladimir Kaminer, Daniel Kehlmann, Walter Kempowski, A.L. Kennedy, Imre Kertész, Tanja Kinkel, Bodo Kirchhoff, Volker Klüpfel & Michael Kobr, Pavel Kohout, Sibylle Knauss, Ursula Krechel, Sabine Kuegler, Günter Kunert, Sarah Kuttner, Benjamin Lebert, Wolfgang Leonhard, Günter Lamprecht, Siegfried Lenz, Erich Loest, Martin Lüdke, Ludwig Lugmeier, Andreas Maier, Roger Manderscheid, Margriet de Moor, Martin Mosebach, Herta Müller, Sten Nadolny, Nele Neuhaus, Leoluca Orlando, Hanns-Josef Ortheil, Georg M. Oswald, Christoph Peters, Fritz Pleitgen, Ulrich Plenzdorf, Erika Pluhar, Richard David Precht, Christoph Ransmayr, Katja Riemann, Harry Rowohlt, Peter Rühmkorf, David Safier, Rüdiger Safranski, Dirk Sager, Frank Schätzing, Rafik Schami, Maximilian Schell, Éric-Emmanuel Schmitt, Peter Scholl-Latour, Bernd Schroeder, Rainer Maria Schröder, Ingo Schulze, Alice Schwarzer, Arnold Stadler, Martin Suter, Leonie Swann, Uwe Timm, Günter Wallraff, Martin Walser, Jan Weiler, Christine Westermann, Urs Widmer, Roger Willemsen, Michael Winterhoff, Gabriele Wohmann und Juli Zeh.